# The Liar

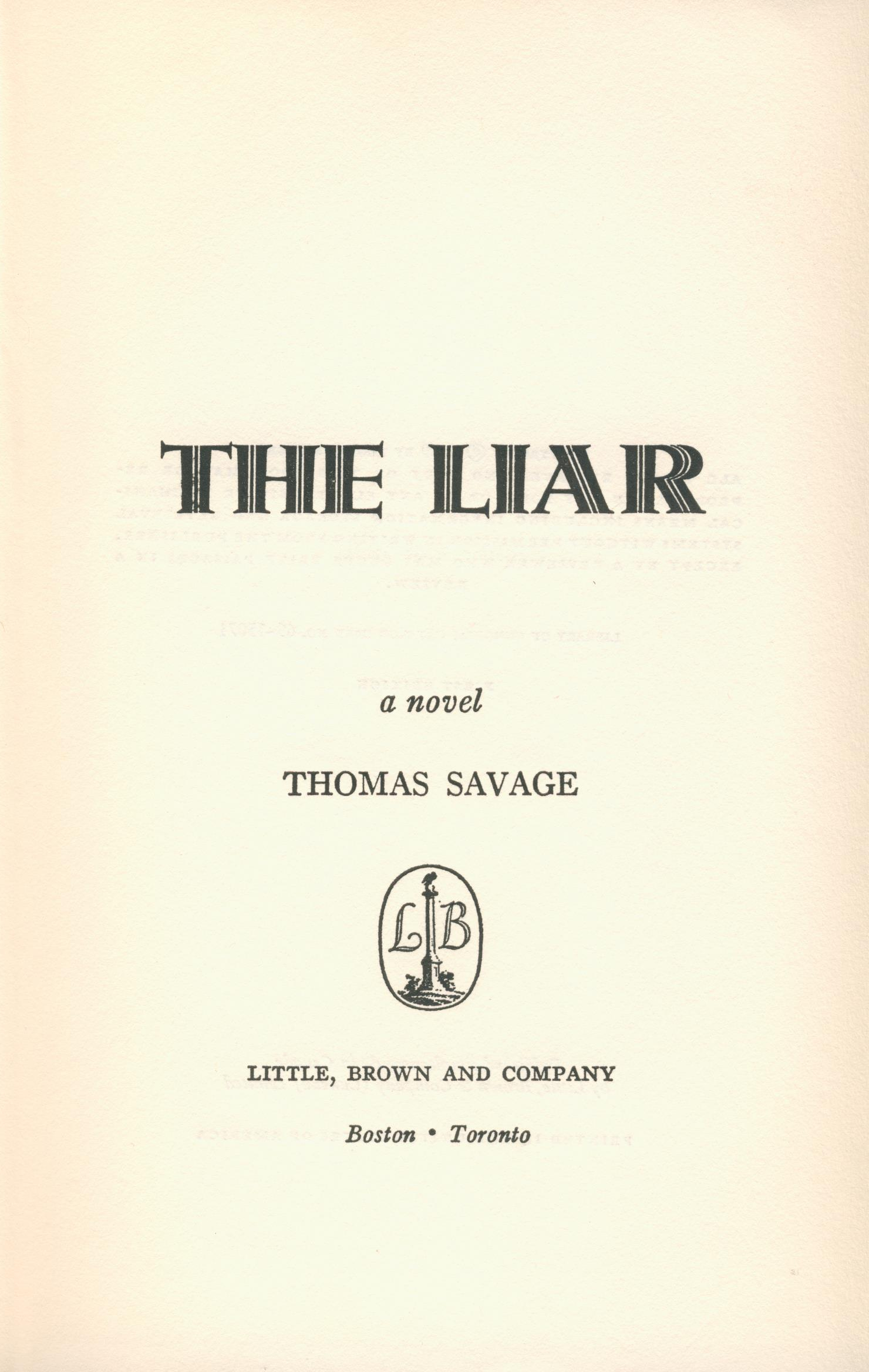
Titelblatt der Erstausgabe aus dem Jahr 1969

The Liar ist ein Roman des US-amerikanischen Schriftstellers Thomas Savage aus dem Jahr 1969. Es war das sechste Werk, das Savage veröffentlichte.

## Handlung
Seattle in den frühen 1910er-Jahren: Hal ist noch ein Kind, als sein Vater stirbt. Dieser hatte ihn gelehrt, nicht zu lügen; für Lügen gab es Schläge. Hal wird erwachsen und gilt als überdurchschnittlich schöner Mann. Er hat jedoch außer seiner Schönheit nicht viel vorzuweisen, hat keine Ausbildung und auch nie das College besucht. Er beginnt, in Seattle als Verkäufer zu arbeiten, wobei sein Aussehen hilfreich ist. In einer Bar lernt er die junge Fern kennen und verliebt sich in sie. Ihrer Mutter Gladys, genannt Glad, lügt er vor, dass er auf dem College ist, und seine Mutter belügt er, dass er Überstunden machen muss, obwohl er in Wirklichkeit bei Fern ist. Erst als seine Mutter sich bei seinem Vorgesetzten über die vielen Überstunden beschwert, fliegt der Schwindel auf und Hal wird entlassen. Auch die Beziehung mit Fern endet, als Gladys beide bei Intimitäten erwischt und ihn aus der Wohnung wirft. Über Bekannte erhält Hal eine Stellte als Vertreter für Everfresh Products, eine Firma, die getrocknetes Gemüse und Obst verkauft. Er fährt als Vertreter nach Montana, um auf den Ranches Everfreshs Produkte zu verkaufen. So kommt er eines Tages nach Herndon.
Im Umkreis von Herndon gibt es die „vier großen Bs“, Rancherfamilien mit Besitz: die Barts, die Burbanks, die Bonds und die Burks. Adele und Gerald Burk haben zwei Kinder. Sohn Howard ist verheiratet, während Tochter Anne als gute Partie gilt, jedoch an keinem Sohn der Rancherfamilien interessiert ist. In Herndon trifft Anne auf Hal, der den Läden der Kleinstadt Everfresh-Produkte schmackhaft machen will. Sie findet Interesse an ihm und lädt ihn auf die Ranch ein. Hal lügt, dass er auf dem College war und aus einer großen untergegangenen Rancherfamilie stammt. Er und Anne werden ein Paar und auch Adeles Nachforschungen, die ergeben, dass Hal nie auf dem College war, können Anne nicht von einer Heirat mit Hal abbringen. Die Hochzeit, an der auch Hals Mutter teilnimmt, findet in Herndon mit einem Empfang im Herndon House statt. Hal ist überrascht, als ihm Anne kurz darauf mitteilt, mit ihm die Gegend verlassen zu wollen. Sie verbringen die Flitterwochen in Salt Lake City und bleiben in Utah. Hal gibt seinen Job bei Everfresh auf und beginnt, als Redakteur für neugegründete Betriebszeitungen zu arbeiten, die Unruhen unter den Arbeitern auffangen sollen. Er verdient wenig Geld, während Anne auf ihren hohen Lebensstil nicht verzichten will. Sie verlässt Hal, den sie nie wirklich geliebt hat, nach einem Jahr. Zurück auf der Ranch erkennt sie, dass sie von Hal ein Kind erwartet.
Hal kehrt nach Seattle zurück und nimmt seine Affäre mit Fern wieder auf. Nachdem Anne Sohn Gerald, genannt Gerry, auf die Welt gebracht hat, setzt sie die Scheidung durch, da Hal mit Fern Ehebruch begangen habe. Hal will Fern heiraten, doch stirbt diese kurz vor der Hochzeit an der Spanischen Grippe. Zurück in Herndon heiratet Anne den zehn Jahre älteren Herb Bond, der Mühe hat, Gerry als seinen Stiefsohn anzunehmen. Auch Gerry leidet an dem Fakt, kein Bond zu sein. Zu Weihnachten erhält er stets ein Geschenk von Hal, wobei es Adele ist, die vor Anne durchsetzt, dass Hals Geschenke seinen Sohn auch erreichen. Weil Herb Gerry nicht liebt, beginnt dieser, seinen leiblichen Vater zu idealisieren und stellt ihn sich stark und gefährlich vor. Auch Hals neue Anschrift in den renommierten Pacific Towers in Seattle – eine Pseudoadresse, die sich in Wirklichkeit auf einen gemieteten Abstellraum im Gebäude bezieht – lässt Gerrys Familie glauben, dass es Hal trotz allem zu etwas gebracht habe. Hal ist jedoch weiterhin als Firmenzeitungsredakteur tätig und lebt bei seiner Fastschwiegermutter Gladys. Er hat keine Ambitionen; bei einer Reise nach Los Angeles wird Hal aufgrund seines Aussehens fast für den Stummfilm entdeckt, jedoch nicht eingestellt, als der Star des Studios seine hohen Gagenforderungen zurückzieht. Gerry besucht unterdessen die Herndon High School, wo den Lehrern sein Talent für das Schreiben auffällt. Er identifiziert sich immer mehr mit seinem Namen Sawyer; Hal schickt ihm Briefe zu Weihnachten und zum Geburtstag, darunter auch ein Foto, auf dem er mit einem Roamer posiert – in Wirklichkeit nicht sein Auto, sondern ein gestelltes Bild. Gerry ist inzwischen 17 und will bei seinem Vater den Sommer verbringen, doch lügt Hal, für Geschäfte in Mexiko zu sein. Anne wiederum berichtet Gerry, dass sie sich von Hal aufgrund seines Seitensprungs getrennt hatte. Gerry wendet sich von Hal ab. Nach Ende der Schulzeit entschließt er sich, auf einem College in New England zu studieren, um möglichst weit weg von der Ranch zu sein. Er lernt die junge Helen kennen, die er in Boston heiratet, und schließt mit einem Verlag seinen ersten Buchvertrag ab. Während Gerry in einer Uhrenfabrik ein wenig Geld verdient und an seinem Buch arbeitet, wird Helen schwanger. Der Buchvertrag wird kurz darauf aufgelöst.
Der Börsencrash und die anschließende Depression treffen Hal hart, da er stets dachte, seine Mutter könne in notfalls finanziell unterstützen. Die jedoch hat an der Börse alles verloren. Sie verkauft ihr Haus und zieht zu Hal und Gladys, eine Konstellation, die immer wieder zu Konflikten führt. Da die Unternehmen nun kein Interesse mehr an Firmenzeitungen haben, geht Hal zur Armenküche, um die Familie zu ernähren. Er behält nur seine Sammlung wertvoller Anstecknadeln, die einst seinem Vater gehört hatten. Aus der Not hilft ihm erneut sein Aussehen, so wird er als Nähmaschinenvertreter eingestellt und macht seine Arbeit gut.
Es ist das Jahr 1939, Helen und Gerry sind verschuldet, sodass Helen von ihrer Familie 500 Dollar borgt, um über die Runden zu kommen. Sohn Bozo kommt zur Welt; zwei Jahre später findet sich überraschend ein New Yorker Verleger, der Gerrys Erstlingsroman veröffentlicht. Kurz darauf kauft 20th Century die Filmrechte am Roman und Gerry wird so über Nacht reich und bekannt. Es folgen Partys und der Umzug in das erste eigene Haus. Gerry wird als Vater eines Kleinkindes nicht zum Krieg eingezogen und veröffentlicht seinen zweiten Roman, der von der Kritik gelobt wird. Er beginnt eine Affäre mit dem jungen Fan Mimi, die er erst beendet, als sein Sohn kurzzeitig als vermisst gilt, wodurch er Besserung gelobt.
Kurz vor Weihnachten 1947 gesteht Helen Gerry, dass die 500 Dollar einst nicht von ihrer eigenen, furchtbaren Familie kamen, sondern von Hal. Sie bringt Gerry dazu, Hal zu Weihnachten einzuladen. Der will den Schein wahren und verkauft alle Anstecknadeln bis auf eine – einen Teil hatte er bereits verkauft, um die 500 Dollar für Helen zusammenzubekommen. Er erwirbt vom Erlös schöne Kleidung und Reisegepäck sowie Weihnachtsgeschenke. In Boston wird er von Gerry, Helen und Bozo empfangen und gibt sich weltmännisch und finanziell großzügig. Gerry schenkt ihm zu Weihnachten seine beiden Bücher, während Hal ihm die letzte Anstecknadel schenkt, die einst seinem Vater gehört hatte. Zufällig entdecken Helen und Gerry in Hals Jackentasche Bustickets für Hin- und Rückreise nach Boston: Er ist nicht mit dem teuren Zug gekommen, wie er behauptet hatte. Gerry erkennt, dass Hal ihm gegenüber über sein wohlhabendes Leben und seinen beruflichen Erfolg stets gelogen hat. Hal hat schon nach wenigen Tagen sein Geld ausgegeben und beschließt, am nächsten Tag abzureisen – er lässt sich ein Taxi rufen, damit Gerry und Helen ihn nicht zu einem Zug begleiten können, den er nicht nehmen wird. Sie durchschauen ihn zwar, lassen sich aber nichts anmerken. Gerry nennt Hal den besten Vater der Welt und hofft, eines Tages so erfolgreich zu sein wie er. Hal fällt fast aus der Rolle, bevor er Gerry sagt, dass auch er ihn immer geliebt hat.

## Veröffentlichung

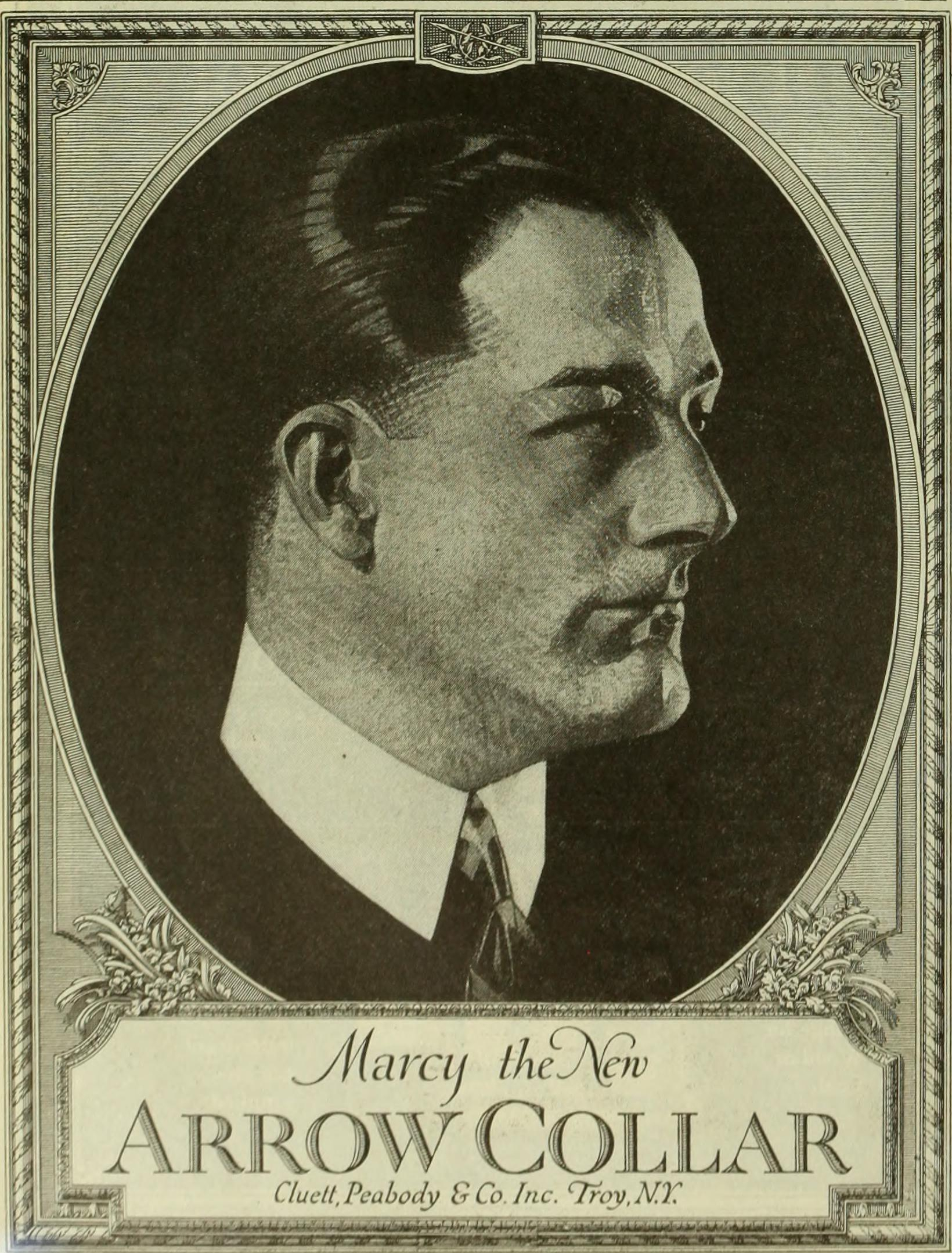
Arrow-Collar-Werbung mit einer Zeichnung von Joseph Christian Leyendecker, ähnlich der Coverzeichnung des Romans

The Liar war nach The Pass, Lona Hanson, A Bargain With God, Trust in Chariots und The Power of the Dog der sechste Roman, den Thomas Savage veröffentlichte. Wie The Power of the Dog erschien auch The Liar bei Little, Brown and Company. Die Hardcoverausgabe wurde 1969 veröffentlicht. Im Folgejahr erschien The Liar bei Dell Books auch als Paperback.
Den Schutzumschlag der Hardcoverausgabe ziert die Zeichnung eines Mannes im Profil mit Rundkragen und Schlips; die Halspartie wird von einer überdimensionalen Anstecknadel durchstochen; die Zeichnung auf schwarzem Grund steckt in einem prunkvollen goldenen Rahmen. Die Abbildung stammt von Künstler Wendell Minor (* 1944), der auch die Coverzeichnung für Savages Folgeroman Daddy’s Girl schuf. Savage griff die Covergestaltung in seinem autobiografischen Werk Mein Bruder – meine Schwester auf:

„Bei der Post war auch der Probeabzug des Buchumschlags für meinen neuen Roman. Der Mann, der darauf zu sehen war, hatte ein schönes Gesicht, sehr ähnlich wie der Reklamemann von Arrow Collar um 1912, doch nicht so schön wie das meines Vaters, mit dem der Bursche in meinem Roman viel Ähnlichkeit hatte.“

Der Romantitel The Liar bezieht sich auf den Bibelvers „I said in my haste, All men are liars“, der dem Roman auch vorangestellt ist. Es war nach Trust in Chariots und The Power of the Dog das dritte Mal, dass Savage für Romantitel auf Bibelverse zurückgriff. Savage widmete den Roman, der 17 Kapitel hat, seinen Söhnen („For my sons“). Erst- und einmalig verzichtete Savage im Roman auf An- und Ausführungszeichen, um einen geradlinigeren, ununterbrochenen Lesefluss zu erreichen.

## Hintergrund und autobiografische Züge

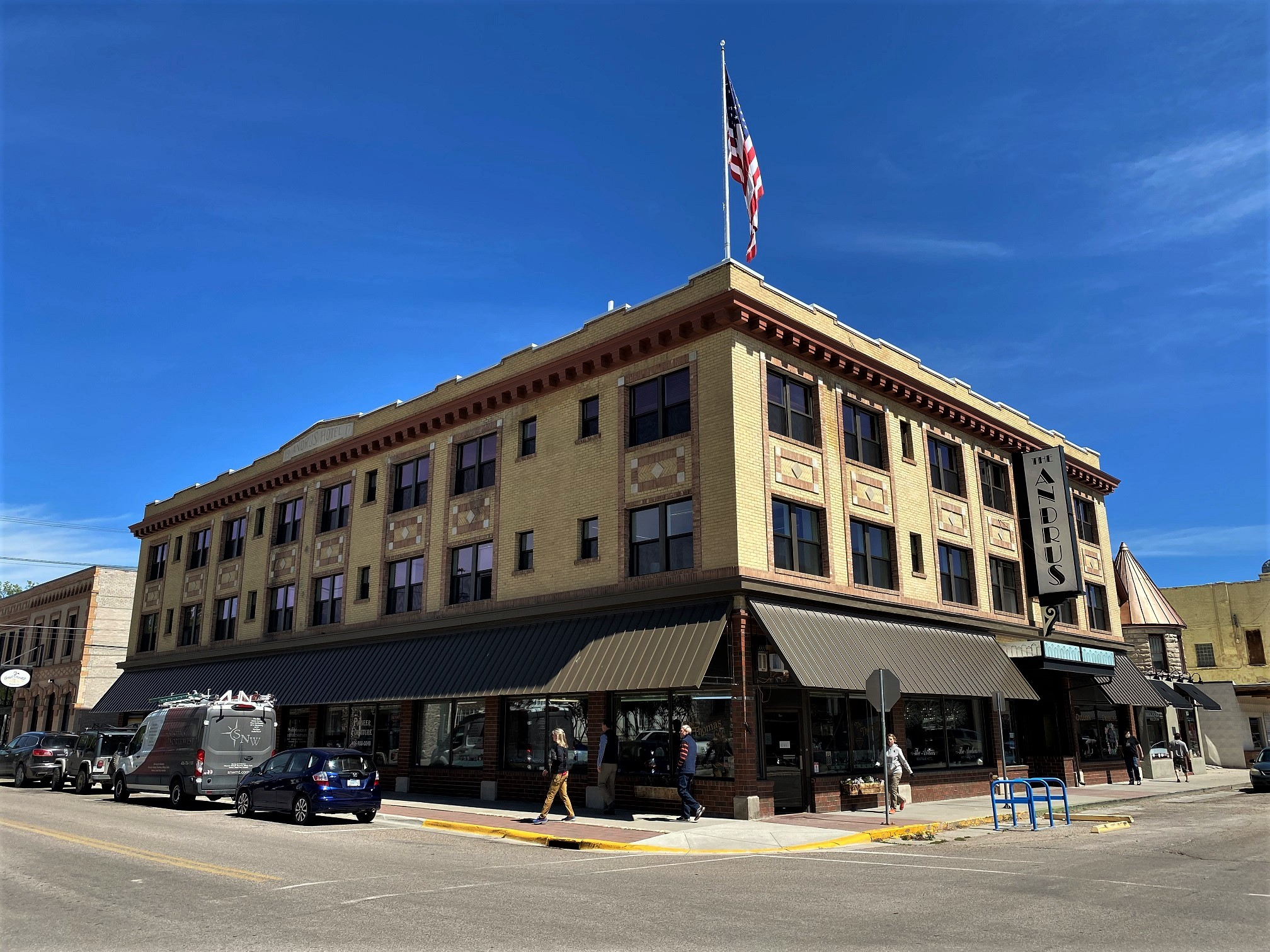
Das Andrus Hotel in Dillon, im Buch Herndon House

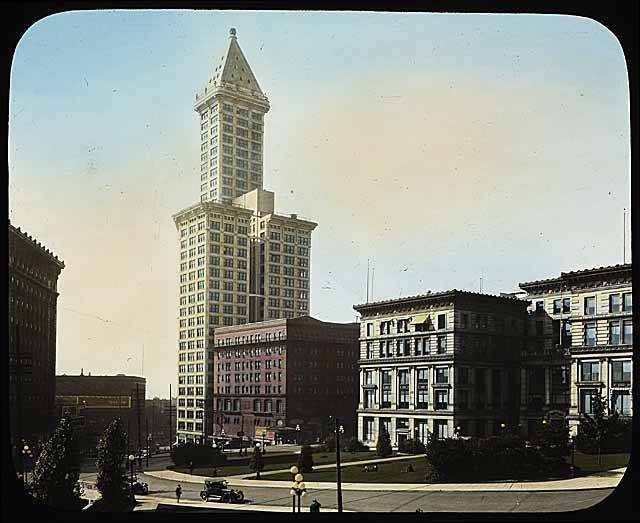
Smith Tower in Seattle, im Buch Pacific Tower

The Liar ist der erste Roman Savages, der deutliche autobiografische Züge trägt. Savage zeichnete sich dabei selbst in der Figur des späteren Schriftstellers Gerald „Gerry“ Sawyer, wobei O. Alan Weltzien auf die klangliche Ähnlichkeit der Nachnamen Savage und Sawyer verweist. Hal Sawyer ist eine Darstellung von Savages leiblichem Vater Benjamin Harrison Savage; Teile von The Liar, wie die Tätigkeit Hals als Nahrungsmittelvertreter, finden sich auch in Savages autobiografischstem Werk Mein Bruder – meine Schwester wieder. Adele Burk ist eine Darstellung von Savages Großmutter mütterlicherseits, der Matriarchin Emma Russell Yearian, während Savage in Anne Burk seine Mutter Beth Brenner darstellte, die bereits in The Power of the Dog als Rose Gordon erschien. Rose und Peter Gordon aus The Power of the Dog treten selbst in The Liar auf, so führen beide kurz nach dem Tod von Roses Mann das Gasthaus Red Mill, in dem Hal und Anne ihre Flitterwochen beginnen. Auch die großen Rancherfamilien Bart, Burbank und Burk tauchen in verschiedenen Romanen Savages immer wieder auf, so in Lona Hanson und Midnight Line (Bart), The Power of the Dog (Burbank) sowie Daddy’s Girl (Burk). Erstmals porträtiert Savage in The Liar auch seine Ehefrau Elizabeth Savage, die als Helen Sawyer erscheint.
Savage vermischt in The Liar eigene autobiografische Angaben mit Fiktion. Gerry Sawyer besucht die Herndon High School, lebt während des Schuljahres in Herndon zur Untermiete und kehrt nur in den Ferien auf die Ranch zurück. Herndon taucht bereits in The Power of the Dog als Darstellung der Stadt Dillon (Montana) auf, in der Savage zur Schule ging (Beaverhead County High School) und während des Schuljahres lebte. Wie in anderen Romanen Savages kehren Gebäude und Einrichtungen in Herndon wieder, wie das Herndon House, in dem der Hochzeitsempfang von Anne und Hal stattfindet (in Wirklichkeit das Andrus Hotel), und das Sugar Bowl Café, was die Literaturkritik als „Zwang der Erinnerung“ in Savages Werken bezeichnete. Auch Beech als fiktive Zeichnung der Siedlung Armstead spielt im Roman eine Rolle. Neu sind Darstellungen der Großstadt Seattle, so sind die prestigeträchtigen Pacific Towers im Buch der Smith Tower in Seattle.
Gerry besucht wie Savage ein College in New England und schreibt an einem ersten Roman, der wie Savages Erstlingswerk The Pass ein Buch „about the West that was not the West that Hollywood imagined“ war. Wie Savage für The Pass erhält auch Gerry Sawyer einen hohen Zuschuss für sein erstes Buch (1500 Dollar Vorschuss im Roman, in der Realität 750 Dollar für The Pass) und benötigt dringend 500 Dollar. In der Realität versuchte Savage, die 500 Dollar von einer Bank zu erhalten, was abgelehnt wurde, im Roman erhält Gerry Sawyer die Summe unwissend von seinem Vater. In beiden Fällen folgt kurz darauf der Kauf der Filmrechte am Buch – in The Liar werden die Filmrechte für Sawyers Erstlingswerk von 20th Century für 47.500 Dollar gekauft, während Savage in der Realität die Filmrechte an seinem zweiten Werk Lona Hanson für 50.000 Dollar an Columbia Pictures verkaufte. Während Gerry Sawyer nur darüber nachdenkt, einem Automobilclub beizutreten, um anstelle der Treffen des Clubs heimlich Zeit mit seiner Geliebten Mimi zu verbringen, war der bekennende Oldtimerliebhaber Savage während seiner Zeit in Boston Ende der 1940er- bis Anfang der 1950er-Jahre Mitglied im Oldtimerverein VMCCA, der regelmäßige Treffen am Larz Anderson Auto Museum in Brookline veranstaltete. Eine Beschreibung dieser Zeit beim VMCCA befindet sich in seinem folgenden Roman Daddy’s Girl (1970).
Wie in zahlreichen anderen Werken arbeitet Savage in The Liar seine schwierige Kindheit auf. Der Alkoholismus der Mutter wurde bereits in Werken wie Lona Hanson und The Power of the Dog aufgegriffen und erscheint in The Liar erneut. Besonderes Augenmerk liegt auf dem Wegfall des leiblichen Vaters und der Unsicherheit in einer neuen Familienkonstellation mit Stiefvater. Die unvollständige Familie mit gestörten Vater-Sohn-Beziehungen wird in The Liar durch die Adoption Gerry Sawyers und die Ablehnung Gerrys durch seinen Stiefvater intensiviert. Wie in den Romanen Midnight Line und Mein Bruder – meine Schwester zielt Savage dennoch darauf ab, die Vergangenheit mit der Gegenwart wenigstens fiktional zu versöhnen und vergibt in The Liar dem leiblichen Vater, indem er seine Lebenslüge deckt und ihn als besten Vater, den ein Mensch sich wünschen kann, bezeichnet.
Savages nimmt nur in einer Textstelle ironisch Bezug auf seine eigene Homosexualität. Gerry Sawyer erzählt seiner Ehefrau Helen von seiner schwierigen Beziehung zu Vater und Stiefvater und der Untreue des Vaters. „It’s a wonder, he said, with that [Untreue des Vaters] and my stepfather, it didn’t make me a homosexual. Well, she said, it didn’t“. „Durch seinen Protagonisten protestiert Savage zu sehr“, konstatierte O. Alan Weltzien ironisch. An anderer Stelle umschrieb Savage Gerry Sawyers Namenlosigkeit aufgrund der Neuverheiratung der Mutter als Gefühl des Kastriertwerdens, eine Metapher der unterdrückten Homosexualität, die Savage bereits zu Beginn von The Power of the Dog verwendet hatte. Weltzien interpretierte Gerry Sawyers Affäre mit Mimi zudem als fiktionalisierte Darstellung von Savages Affäre mit dem späteren Kinderbuchautor Tomie DePaola, die von 1960 bis 1962 ging.

## Rezeption
Die Kritik zu The Liar war geteilt. Das Magazin Saturday Review nannte den Roman „kein sehr gutes Buch“, während die New York Times befand, dass Unterhaltungsliteratur durchaus eine tiefgründige Charakterzeichnung fehlen dürfe und dass es beim Roman auch nicht schlecht sei, dass die sozialen Umwälzungen in den behandelten 40 Jahren Zeit ausgespart sind. „Savage macht viele Dinge so gut, dass wir nie die Sachen vermissen, die er auslässt.“ Der flache, karge Stil und die ironische Grundstimmung verhindere zudem, dass der Roman sich zu wichtig nehme und ins Sentimentale abgleite. Das Buch erkunde erstklassig die Themen Unabwendbarkeit und menschliche Weisheit. Kirkus Reviews befand, dass Savage ein hervorragender Geschichtenerzähler sei, der „mit Hilfe von Fiktion eines der allgegenwärtigsten, aber am wenigsten ehrlich untersuchten Probleme in der modernen Gesellschaft behandelt – die Trennung von Elternteil und Kind und wie jeder davon beeinflusst werden kann, und das jeweils aufgebaute Idealbild, das wiederum die tatsächlich involvierten Personen sowohl ersetzen, als auch motivieren kann“. Contemporary Authors befand, dass Savage sich mit Werken wie The Liar als „scharfsinniger Chronist der Conditio humana“ etabliert habe und der Roman ein sensibles Porträt eines wohlmeinenden aber passiven Vaters sei, der seinem entfremdeten Sohn mit Lügen imponieren will.